# Kaserne

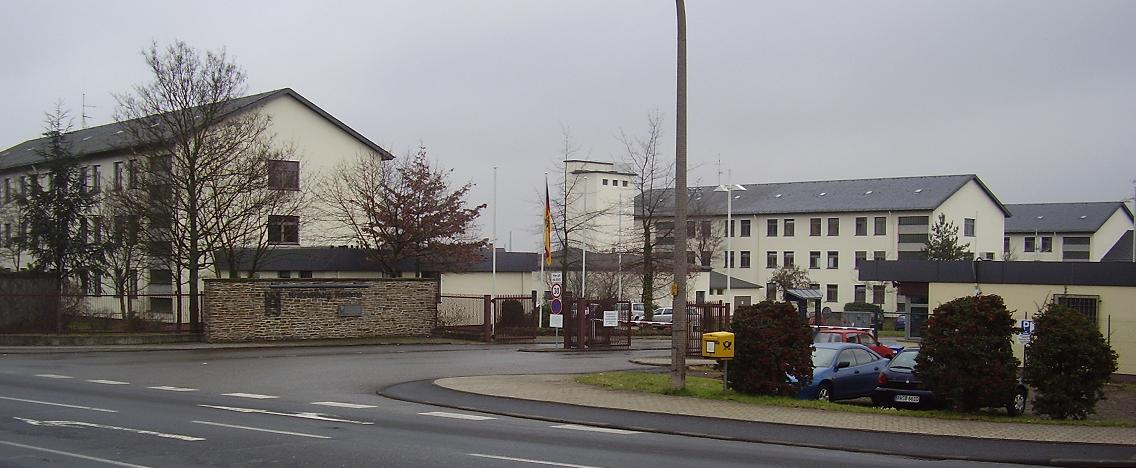
Krahnenberg-Kaserne, die älteste Kaserne der Bundeswehr. Standort: Andernach

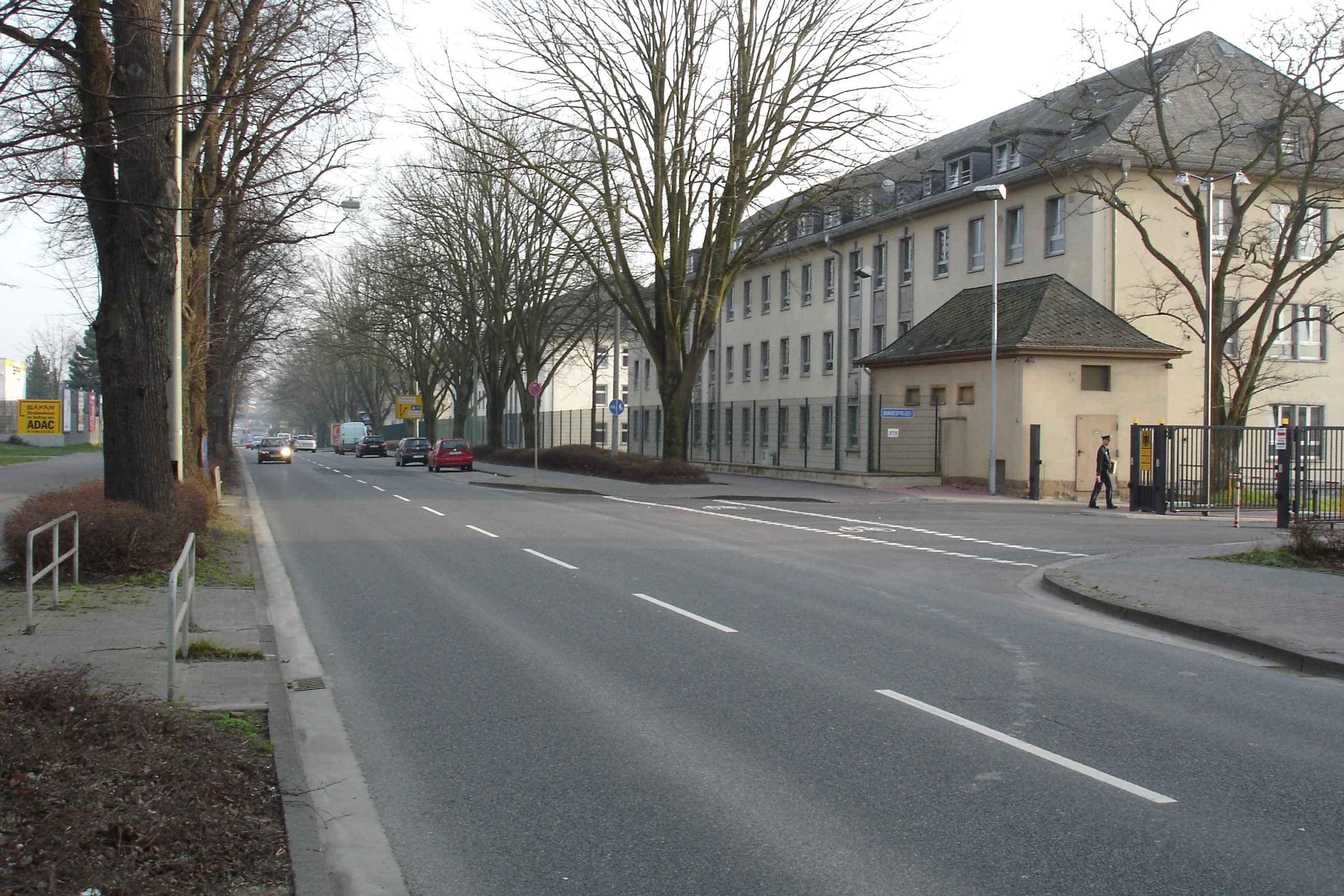
Kaserne der Bundespolizei an der Homburger Landstraße in Frankfurt-Preungesheim

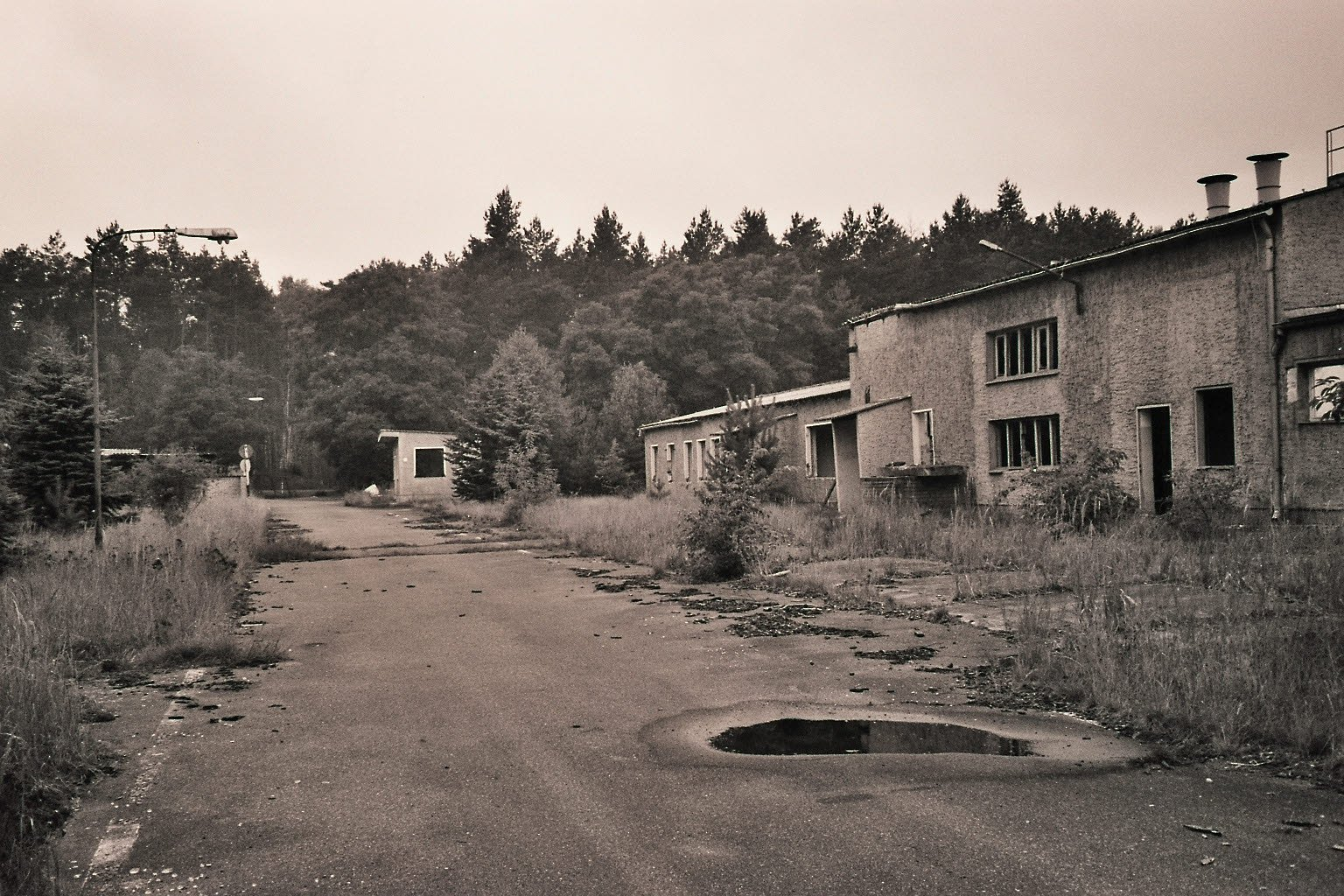
Verlassene Kaserne in Ostdeutschland

Eine Kaserne ist grundsätzlich eine militärische oder polizeiliche Gebäudeanlage, in der Soldaten oder Polizisten abrufbereit untergebracht (kaserniert) sind.
Das Wort Mietskaserne wird abwertend für einfache, uniforme Mehrfamilienhäuser mit vielen Mietparteien gebraucht. In der Zeit der Industrialisierung wurden Arbeiterkasernen geschaffen, u. a. zur Unterbringung von Saisonarbeitern.
Umgangssprachlich werden die Wörter Kaserne und Garnison oft synonym verwendet. Mit Kaserne sind jedoch die Unterkünfte, mit Garnison der gesamte Standort oder die Gesamtheit der stationierten Soldaten gemeint. So kann eine Garnison heute mehrere Kasernen umfassen, während bis ins 19. Jahrhundert viele Garnisonen über keine oder unzureichende Kasernen verfügten.

## Etymologie
Das Wort Kaserne wurde im 17. Jahrhundert von gleichbedeutend französisch caserne übernommen. Dieses lässt sich etymologisch auf vulgärlateinisch *quaderna („je vier, vier zusammen“) zurückführen, einer Ableitung von quattuor („vier“). Korrekt wäre in klassischem Latein quaternae als feminine Form des Pluraletantums quaterni. Das vulgärlateinische Wort wurde im Altprovenzalischen zu cazerna mit der Bedeutung Gruppe von vier Personen. In mittelfranzösischer Zeit wurde dieser Begriff als caserne entlehnt; damit wurden Aufenthaltsräume für Wachsoldaten in Festungen bezeichnet – ursprünglich war solch ein Raum wohl für vier Soldaten gedacht. Als unter Ludwig XIV. der Bau großer eigenständiger Soldatenunterkünfte begann, wurde der Begriff auf diese übertragen.
Das vor allem oberdeutsche Kasarma wurde volksetymologisch vom italienischen casa d’arma (Haus der Waffen, Zeughaus) hergeleitet.
In Österreich-Ungarn wurde früher für Kasernen und Militärunterkünfte die Bezeichnung Ubikation (von lateinisch ubi „wo, wohin“) gebraucht.

## Geschichtliche Entstehung

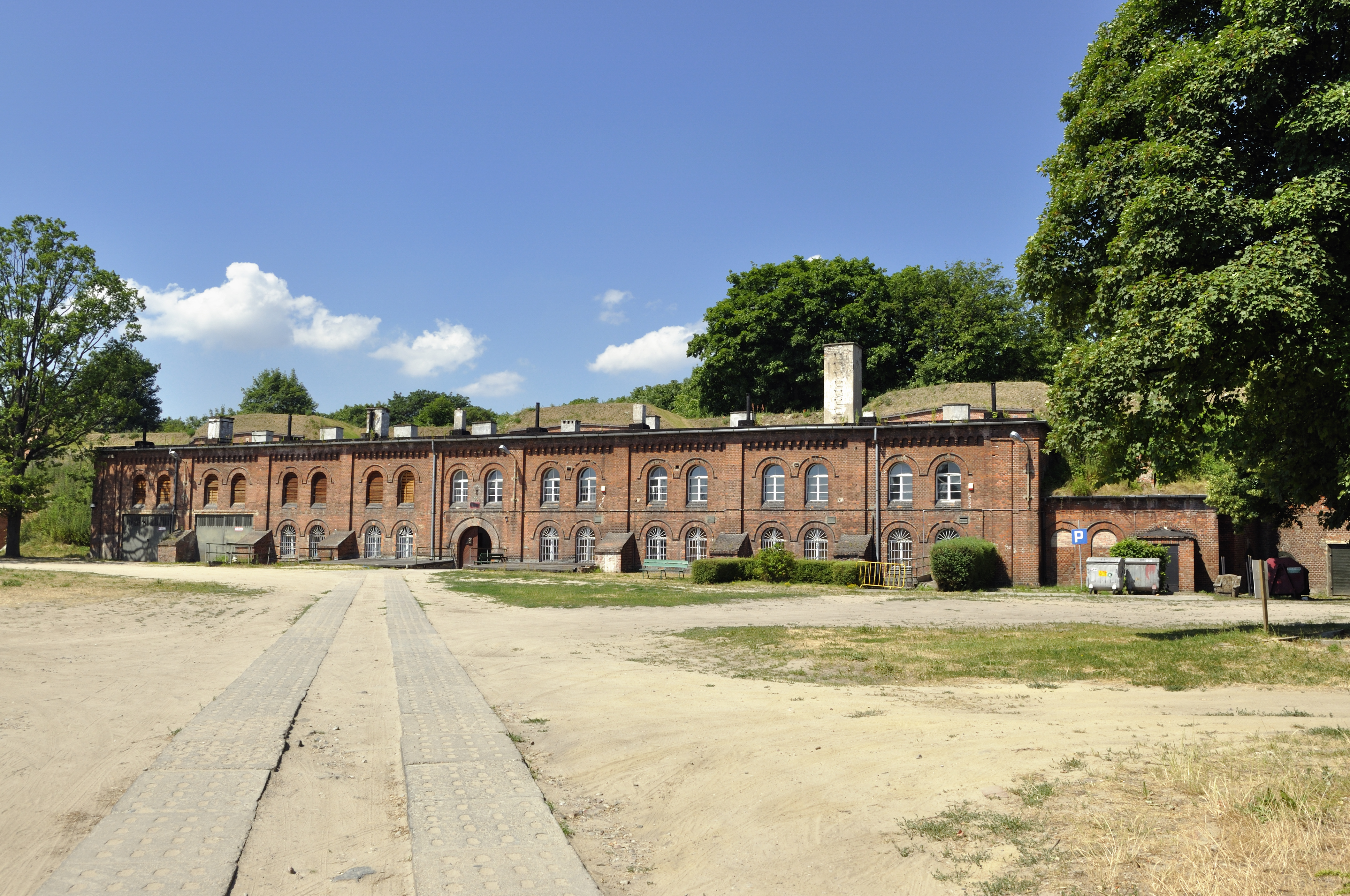
Kasernenschutzräume auf dem Hagelsberg in Danzig, Polen

Feste Heerlager mit Truppenunterkünften sind bereits seit der römischen Kaiserzeit bekannt (z. B. Castra praetoria wie Saalburg oder Housesteads). Damals beinhalteten die Kasernen – neben Waffenkammern, Latrinen und Badehäusern – noch alles, was die Mannschaften zum täglichen Leben benötigten. So gab es dort Bäcker, Schuhmacher und andere Handwerker. Näharbeiten etc. wurden wohl auch oft von den im Tross mitziehenden Frauen erledigt.
Die einfachen Soldaten und Landsknechte des Mittelalters schliefen je nach Wetter unter freiem Himmel oder im Schutz von Bäumen, Felsen, Scheunen oder Ställen; Offiziere nahmen Quartier bei den Bürgern der Städte oder bei Landadligen, die Heerführer hatten in der Regel Zelte.
In der Neuzeit begann der Kasernenbau gegen Ende des 17. Jahrhunderts mit dem Aufkommen von stehenden Heeren insbesondere in Frankreich unter Ludwig XIV. Der Festungsbaumeister Vauban ließ etliche der von ihm entworfenen Festungsanlagen mit Kasernenbauten ausstatten. Die 1641 in Salzburg errichtete Alte Thürnitz gilt als die älteste Kaserne auf deutschem Boden.

## Deutschland

### 18. Jahrhundert
1702 wurden in Memmingen die Rote und die Schwarze Kaserne der kurbayerischen Armee als Teil der Memminger Befestigungsanlagen gebaut, die aber schon 1704 wieder geräumt wurden.
1705 wurde im Hofkriegsrat die anlegung benöttigter redouten, und casernen der Kaiserlichen Armee zum Schutz vor Einfällen der Kuruzen vorgeschlagen, die ersten dauerhaften Kasernen im Heiligen Römischen Reich wurden jedoch vermutlich nicht vor ca. 1720 gebaut. Zuvor, und häufig noch bis zur Heeresreform Maria Theresias, wurden Soldaten, Offiziere und deren Familien in Friedenszeiten in Bürgerquartieren, in Kriegszeiten, besonders im Winter, wenn die Armee nicht im Feld lag, in Zwangsquartieren „unter Dach und Fach“ gebracht. Ab dem 18. Jahrhundert wurden in größerem Umfang Kasernen gebaut, die im damaligen Deutschland (besonders in Preußen) jedoch zumeist nicht als Mannschaftsunterkünfte, sondern als Wohnhäuser für Soldaten und ihre Familien eingerichtet waren. Darin hatte jede Familie eine Stube und eine Kammer, in der der Soldat mit seiner Frau und Kindern sowie gelegentlich weitere junge Soldaten lebten.

### 19. Jahrhundert
Im 19. Jahrhundert wurden Kasernen in größeren Anlagen errichtet, die ausschließlich zur Unterbringung der Soldaten dienten. Dabei wurden Versuche mit Gebäuden unterschiedlicher Größen gemacht, die von der Kompanie- bis zur Bataillonsstärke reichten. Häufig war jeweils ein Stockwerk für eine Kompanie vorgesehen. In Schlafsälen für die Mannschaften war meist auch ein Unteroffizier (Corporal) untergebracht; an den Treppenaufgängen befanden sich Zimmer für Unteroffiziere. So war auch die Überwachung der Mannschaften gewährleistet. Zur Zeit des deutschen Kaiserreichs nach 1871 wurden viele Kasernenkomplexe neugebaut, so dass das deutsche Heer Anfang des 20. Jahrhunderts bis auf wenige Ausnahmen nicht mehr in Behelfsquartieren untergebracht war.

### Kasernen der Wehrmacht
Im 20. Jahrhundert wurde das Bild der Kasernen sehr stark geprägt durch die sogenannte Wiederaufrüstung in den ersten Jahren des NS-Staats. Allein in den Jahren 1934 bis 1939/40 wurden über 500 Kasernen nur für das Heer errichtet. Zahlreiche davon waren wegen der kurzen Bauzeitvorgabe sogenannte „100-Tage-Kasernen“. Hinzu kamen die Kasernen und Flugplätze (in der Regel „Fliegerhorst“ genannt) für die neu aufgestellte Luftwaffe; vor allem neuartige und meist großstädtische Flak-Kasernen und Luftnachrichten-Kasernen, mit einem erhöhten Raumbedarf wegen des im Vergleich zum Heer wesentlich höheren Motorisierungsgrades der Luftwaffe. Zusätzlich wurden erstmals viele Kasernen außerhalb größerer Städte gebaut (z. B. Fliegerhorst Rothwesten). Außerdem entstanden SS-Kasernen (z. B. SS-Kaserne (Nürnberg)).

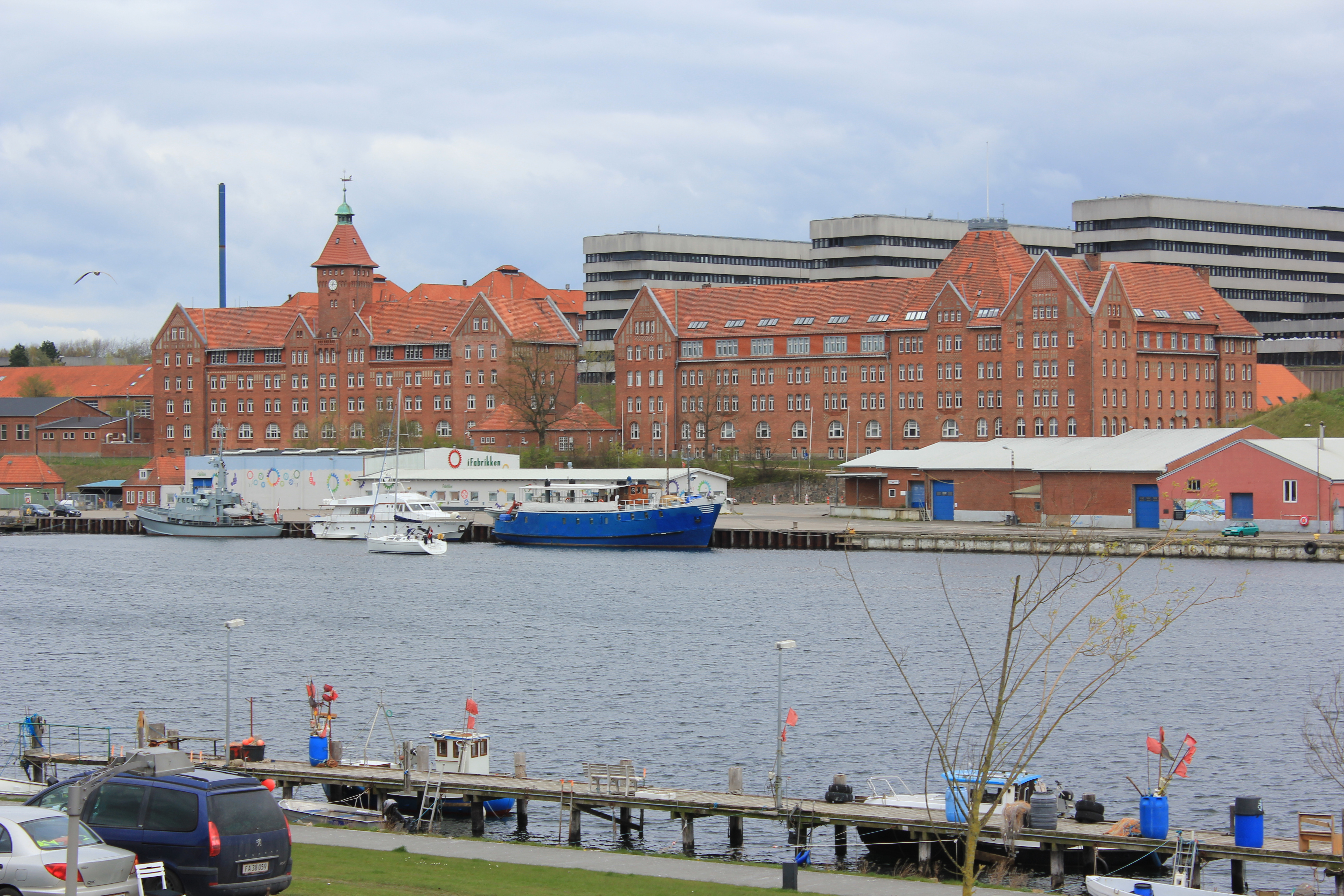
Die ehemals deutsche, heute dänische Sønderborg Kaserne von 1907 des Architekten Adalbert Kelm, von dem auch die bekannte Marineschule Mürwik (Rotes Schloss) im benachbarten Flensburg stammt (Foto 2014)

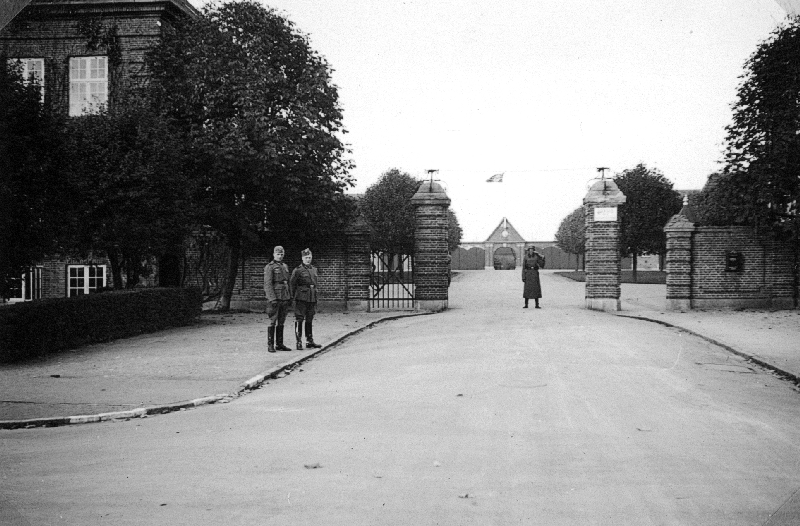
Heeres-Kaserne der deutschen Wehrmacht im dänischen Ringsted zur Zeit des Zweiten Weltkrieges

Die Heeres-Kasernen entstanden nach weitgehend einheitlichen Plänen, mit Vorläufern schon aus der Endphase des Kaiserreichs. Eine typische Heeres-Kaserne aus den 1930er Jahren für ein Bataillon oder eine Abteilung umfasste meist ein Stabsgebäude, drei Kompaniegebäude und ein oder zwei Wirtschaftsgebäude. In dem Stabsgebäude war fast immer die Wache mit untergebracht, wenn dieses Gebäude sich in unmittelbarer Nähe des Kasernentores befand.
In Kasernen, in denen ein Bataillon eines Infanterie-Regimentes und der Regimentsstab selbst stationiert waren, sind neben dem Gebäude des Regimentsstabes noch zwei weitere Mannschaftsgebäude errichtet worden. Diese beherbergten die 13. und 14. Kompanie, die dem Regiment direkt unterstellt waren. Eine typische Kaserne dieser Art war die Estorf-Kaserne in Hamburg-Jenfeld (später als Teil der Lettow-Vorbeck-Kaserne umbenannt).
Die Gebäude der Heereskasernen waren meist dreigeschossig ausgeführt, d. h. mit einem hochgelegenen Erdgeschoss und zwei Stockwerken darüber. Die Fassaden jedoch wurden unterschiedlich gestaltet wie z. B. durch Verputzen oder durch Ziegelverblendung. Hierbei nahmen die örtlichen Gegebenheiten Einfluss. Die Wirtschaftsgebäude jedoch wurden zweigeschossig ausgeführt, allerdings waren die Geschosshöhen größer, da in den Wirtschaftsgebäuden die Küchen und Speisesäle waren.
Hinzu kam abgesetzt von den zuvor beschriebenen Gebäuden der Technische Bereich oder Funktionsbereich. In diesem Bereich wurden die Gebäude errichtet, die von den untergebrachten Einheiten benötigt wurden, beispielsweise Hallen für motorisierte Fahrzeuge, Geschütze, Werkstätten, Stallungen usw. Oft wurde auch ein Schießstand innerhalb der Kasernenanlage errichtet. Waren Stäbe, z. B. ein Regimentsstab, zusätzlich in einer Kasernenanlage untergebracht, wurde hierfür ein eigenes Stabsgebäude errichtet. Durch die hohe Anzahl von Offizieren, die in so einer Kaserne stationiert waren, wurde meist noch ein Gebäude in ähnlichem Baustil für das Offizierheim/-kasino errichtet.
Typische Kasernen aus jener Zeit sind:
- Douaumont-Kaserne in Hamburg:

Errichtet für ein Artillerie-Regiment für zwei dort stationierte Abteilungen: pro Abteilung: drei Mannschaftsgebäude, ein Stabs- und ein Wirtschaftsgebäude. Dazu kamen ein Stabsgebäude für den Regimentsstab und ein Offizierskasino. In der Süd-West-Ecke befand sich bis zum Umbau der Kaserne zur Helmut-Schmidt-Universität/Universität der Bundeswehr Hamburg ein kleiner Schießstand.
- Hanseaten-Kaserne (ehemals Litzmann-Kaserne) in Hamburg:

Errichtet für eine Nachrichtenabteilung: drei Mannschaftsgebäude, ein Stabs- und ein Wirtschaftsgebäude. Hinzu kamen umfangreiche Bauten für den Funktions- und Technischen Bereich.

### Kasernen der Bundeswehr und der NVA

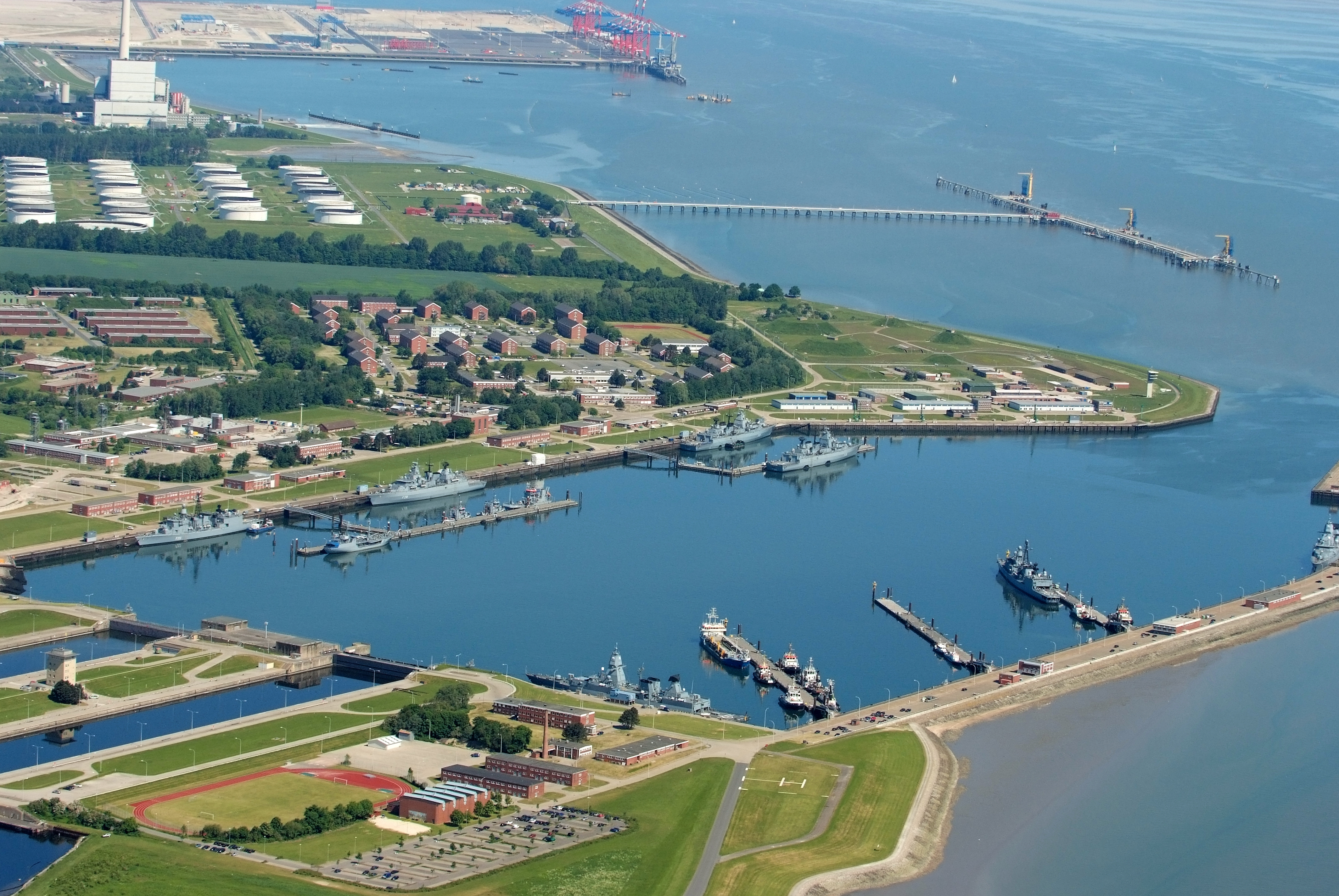
Marinestützpunkt Heppenser Groden in Wilhelmshaven

Die Wiederbewaffnung Westdeutschlands im Kalten Krieg brachte in den 1950er und 1960er Jahren ein neues und umfangreiches Kasernenbauprogramm mit sich, auch deshalb, weil viele vor allem großstädtische Militärunterkünfte nach 1945 bereits von Truppen der westlichen Besatzungsmächte bzw. Alliierten belegt waren bzw. nicht mehr weitergenutzt wurden. Ähnlich wie bei der Luftwaffe in den 1930er Jahren entstanden viele neu gestaltete Kasernen (Regelfall: Bataillonskaserne, im Gegensatz zur früheren Regimentskaserne) in Regionen, in denen zuvor niemals Garnisonen bestanden hatten, oft im oder in der Nähe des Zonenrandgebiets, besonders in der US-Besatzungszone mit ihrer geringeren Bevölkerungsdichte.
Ähnlich war die Entwicklung auf der anderen Seite des Eisernen Vorhangs. Die meisten bestehenden Kasernenanlagen in der sowjetischen Besatzungszone wurden von den sowjetischen Besatzungstruppen weitergenutzt. Als Besonderheit wurden in der DDR für die Grenztruppen stark verstreut Kleingarnisonen bis hinunter zur Kompanieebene entlang der innerdeutschen Grenze disloziert.
Nach dem Ende des Kalten Krieges und der Wiedervereinigung wurden zahlreiche Kasernenbauten in Ost- und Westdeutschland nicht mehr benötigt. Durch den Abzug der Besatzungstruppen, die Eingliederung der NVA in die Bundeswehr und deren Verkleinerung sowie den Umbau von der Wehrpflicht- zur Berufsarmee kam es zur Schließung vieler Standorte. Die als Konversion bezeichnete Umwandlung militärischer Liegenschaften für zivile Zwecke führte zum Umbau oder Abbruch zahlreicher Kasernenbauten. Der Erhalt historischer Kasernengebäude ist ein Anliegen der Denkmalpflege, oft aber aufgrund der Struktur der Gebäude und ihrer als nicht sehr attraktiv empfundenen Architektur problematisch. Auch die noch als solche genutzten Kasernen müssen oft durch Sanierung und Umbau an heutige Ansprüche angepasst werden.
Bei heutigen Bundeswehrkasernen befinden sich die Unterkunftsräume meist in Einzelblöcken von einer oder zwei Kompaniestärken. Die Unterbringung der Soldaten erfolgt getrennt nach Dienstgradgruppen, Verwendung und Geschlecht. So müssen sich Rekruten in der Grundausbildung oder auf anderen kurzen Lehrgängen meist zu viert, zu sechst oder sogar zu acht eine Stube teilen, während es in den Stammeinheiten bei Vier- bis Sechs-Mann-Stuben bleibt. Je höher man im Dienstgrad steigt, desto eher hat man Anspruch auf Zuteilung einer Einzelstube, wenn die baulichen und personellen Gegebenheiten dies zulassen.
Unter dem Stichwort Kaserne 2000 bzw. Stube 2000 versteht man den schrittweisen Umbau der bisher üblichen Stuben zur Steigerung der Wohnqualität. Dies beinhaltet unter anderem neues Mobiliar (Betten, Tische, Stühle, Spinde), die Reduzierung der Bettenanzahl pro Stube und möglichst die Auflösung der bisherigen Sammelsanitärräume. Je nach örtlichen Gegebenheiten und Umfang der Umbauarbeiten wird dies in unterschiedlichem Maße umgesetzt. Während teilweise nur das Mobiliar ausgetauscht wird, erhalten andere Stuben einzelne Waschbecken und geteilte Sammelwaschräume mit einzelnen Duschkabinen, oder es werden zwei Stuben mit Dusche/WC zur gemeinsamen Nutzung ausgestattet.
Je nach Art der Kaserne gibt es reine Unterkunftsgebäude oder solche, in denen sich meist im Erdgeschoss die Dienstzimmer der Kompanie befinden. Die Verwaltungs- und Wirtschaftsräume befinden sich in anderen Gebäuden. Auf dem Kasernengelände können sich auch Sportanlagen, Exerzierplätze, Sanitätseinrichtungen und Betreuungseinrichtungen (OHG, UHG, Mannschaftsheim, Freizeitbüros) befinden.
Kasernen sind in der Regel militärische Sicherheitsbereiche, sind mit Zäunen gesichert und werden unter Androhung von Schusswaffengebrauch gegen unbefugtes Betreten bewacht.
Häfen der Marine sind im Prinzip auch Kasernen, werden aber allgemein als Stützpunkt bezeichnet. Bei der Luftwaffe sind die Unterkunftsbereiche der Soldaten aus Sicherheitsgründen in der Regel von den Flugplätzen räumlich getrennt.
Angegliedert ist bei einigen Kasernen ein (Standort-)Übungsplatz, auf dem die Rekruten die Gefechtsausbildung im freien Gelände erhalten und vertiefen.

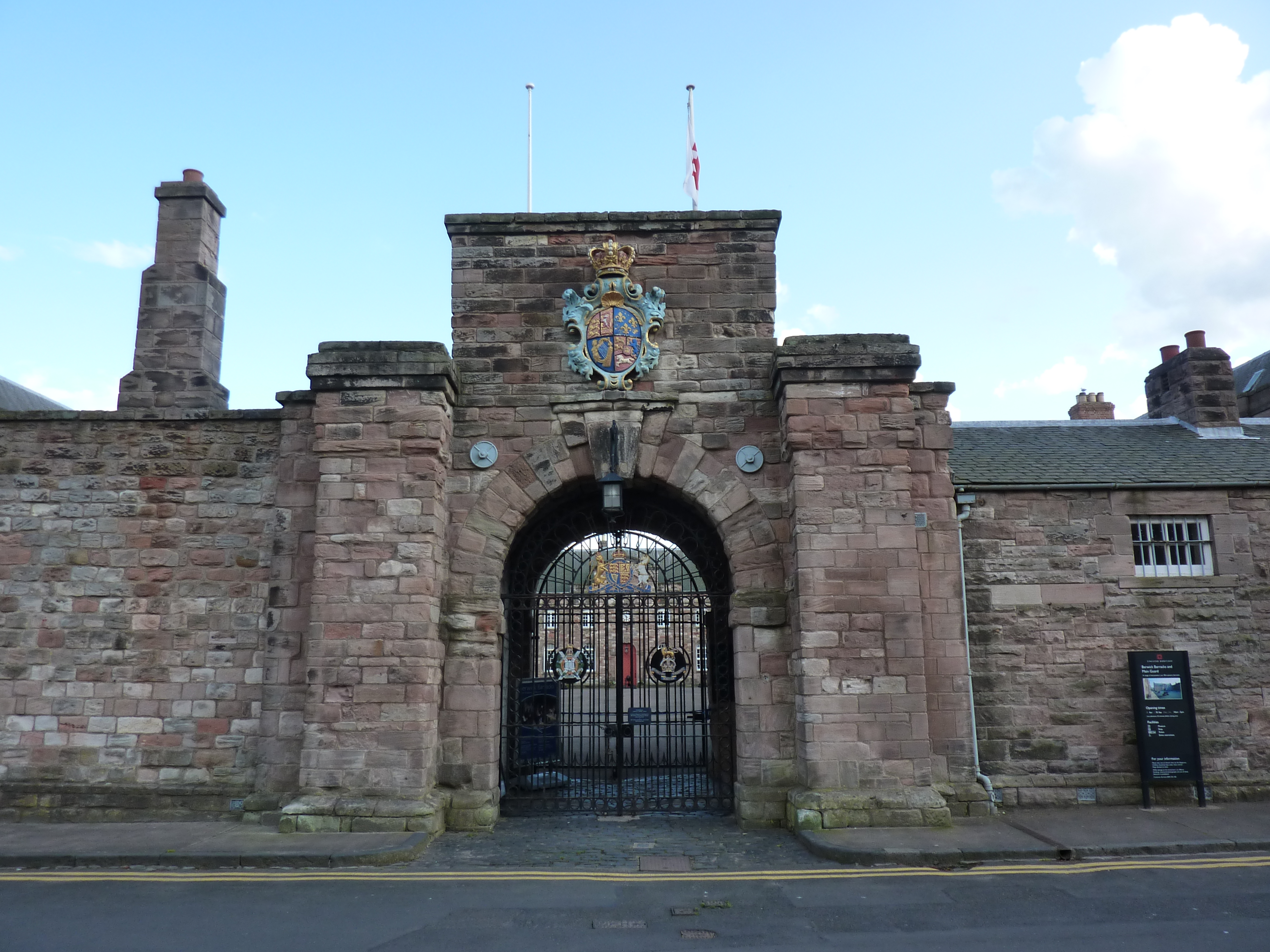
Eingang der Berwick-upon-Tweed Barracks

Kasernen tragen häufig Namen von Personen oder mit geografischem Bezug. Unbekannte Kasernen werden auch Truppenunterkunft genannt.

## Vereinigtes Königreich
Frühe Kasernen waren mehrstöckige Blöcke, die oft in einem Viereck um einen Hof oder Paradeplatz gruppiert waren. Ein gutes Beispiel dafür sind die Berwick Barracks, eine der ersten Kasernen in England, die speziell für diesen Zweck gebaut und 1717 nach dem Entwurf des berühmten Architekten Nicholas Hawksmoor begonnen wurden. Im Laufe des 18. Jahrhunderts führte die zunehmende Spezialisierung des militärischen Lebens zu getrennten Unterkünften für die verschiedenen Dienstgrade.
Im 20. Jahrhundert reichten die Aktivitäten von der Notwendigkeit einer raschen Expansion während des Ersten Weltkriegs (als große Lager wie bei Catterick errichtet wurden) bis zur Schließung vieler Kasernen in der Zwischenkriegszeit. Viele der verbliebenen Kasernen wurden in den 1960er Jahren umgebaut, entweder in erheblichem Umfang (wie in Woolwich) oder vollständig (wie bei den Hyde Park Barracks und Chelsea Barracks – erbaut 1863, abgerissen und wieder aufgebaut 1963, geschlossen 2008). Seit den 1970er Jahren wurden mehrere ehemalige RAF-Stützpunkte in Kasernen umgewandelt, um anstelle einiger beengterer städtischer Standorte als Armeeunterkünfte zu dienen. Heute leben in den Kasernen in der Regel nur alleinstehende und unverheiratete Soldaten oder solche, deren Familien nicht mit umgezogen sind.

## Vereinigte Staaten
Während des Zweiten Weltkriegs bestanden viele US-Kasernen aus preiswerten, robusten und leicht zu montierenden Quonsetbaracken, die den Langhäusern der Indianer ähnelten (mit einem runden Dach, aber aus Metall). Das Design wurde in den Vereinigten Staaten nach dem Vorbild der britischen Nissenhütten aus dem Ersten Weltkrieg entwickelt.
Im 21. Jahrhundert sind unverheiratete Mannschaftsdienstgrade in der Regel in Kasernen in Einzelzimmern untergebracht, die meist dem „1+1-Standard“ des DoD entsprechen; es gibt jedoch auch Ausnahmen. Bei entsprechenden Erfordernissen werden auch Unteroffiziere und Offiziere in Kasernen untergebracht.

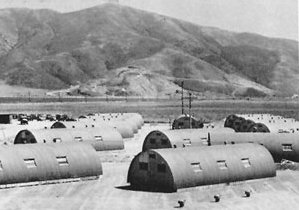
Quonsetbaracken vor dem Laguna Peak, Point Mugu, Kalifornien, 1946.